# Cuide a su marido
Cuide a su Marido es una película mexicana de 1950 dirigida por Fernando Soler y protagonizada por Fernando Soler, Leonora Amar y Blanca de Castejón.

## Argumento
Alberto (Fernando Soler) está felizmente casado con Rosario (Blanca de Castejón), que es una santa y no se da cuenta de que su marido es un sinvergüenza. Alberto tiene una amante, Elena (Leonora Amar), que es artista y trabaja por las noches en el teatro. Sin embargo, Alberto, al ser todo un casanova intenta enamorar a Alicia (Hilda Sour), que es amiga de su esposa. Así que comienza a mentirle a Elena para poder enamorar a Alicia. Sin embargo, la casualidad hace que la sirvienta de Rosario después de renunciar debido a las insinuaciones de Alberto, llegue a pedir trabajo a casa de Elena y es contratada. Elena descubre que era la sirvienta de Alberto y que sabe todos los amoríos de su antiguo patrón y la candidez de Rosario, así que decide darle una lección al mal amante.
Mientras tanto, al despacho de Alberto, que es abogado en divorcios, llega Cándido Becerra (Alejandro Ciangherotti) buscando a su esposa, de la cual se separó hace un tiempo y que resulta ser Elena. Elena por su parte va a pedir trabajo de doméstica a casa de Rosario. Alberto se hace amigo de Cándido y lo invita a comer a su casa pero cuando llega a casa descubre que Elena es la nueva criada y Cándido descubre que la nueva criada de Alberto es su esposa.
Elena una vez que ha renunciado a seguir siendo la amante de Alberto se pone de acuerdo con Alicia para darle una lección para que éste no vuelva a engañar a su esposa y de paso consigue que Rosario se vuelva más femenina para gustarle mas a su esposo. Al final Elena también se reconcilia con su marido.

## Personajes
- Fernando Soler como Alberto
- Leonora Amar como Elena/Aurora
- Blanca de Castejón como Rosario
- Hilda Sour como Alicia
- Alejandro Ciangherotti como Cándido Becerra
- Antonio Bravo como Fortunato del Río
- Jorge Treviño como Blas Perdiguero, detective privado
- Emma Rodríguez como Sirvienta
- Armando Arriola como Mayordomo

- Datos: Q106314072